# Гамбарана
Дикома̀но Дикома̀но (на италиански: Gambarana, на местен диалект: Gambaräna, Гамбарена) е село и община в Северна Италия, провинция Павия, регион Ломбардия. Разположено е на 83 m надморска височина. Населението на общината е 225 души (към 2017 г.).